# Thomas Partey
Thomas Teye Partey (Odumase Krobo, 13 giugno 1993) è un calciatore ghanese, centrocampista del Villarreal e della nazionale ghanese.

## Caratteristiche tecniche
Dotato di fisicità, di un'ottima resistenza fisica, e di un buon tiro, gioca prevalentemente come mediano difensivo.

## Carriera

### Club

#### Esordi e Atlético Madrid B
Dopo aver mosso i primi passi nell'Odometah, nel 2011 viene acquistato dall'Atlético Madrid e aggregato alla squadra riserve.

#### Prestiti a Maiorca e Almeria
Il 12 luglio 2013 passa in prestito al Maiorca in Segunda División, dove fa il debutto da professionista. A fine stagione colleziona 37 presenze e 5 gol in campionato più una presenza in Coppa del Re. Il 27 luglio 2014 viene ceduto nuovamente in prestito, questa volta all'Almería in Liga. Nella sua prima stagione in massima serie mette insieme 31 apparizioni e 4 reti più un'apparizione nella coppa nazionale.

#### Ritorno all'Atlético Madrid
Nella stagione 2015-2016 fa quindi ritorno all'Atlético Madrid, venendo aggregato stabilmente alla prima squadra. Debutta con la maglia dei Colchoneros il 28 novembre 2015, nella vittoria per 1-0 contro l'Espanyol. Il 2 gennaio 2016 segna il suo primo gol in Liga con la maglia dell'Atlético, nella vittoria per 1-0 contro il Levante. Il 28 maggio 2016 subentra nella finale di Champions League contro il Real Madrid, che vede l'Atlético uscire battuto per 3-5 ai calci di rigore dopo l'1-1 al termine dei tempi supplementari.
Nel corso delle stagioni successive, il suo ruolo all'interno della squadra diventa sempre più centrale. Nell'annata 2017-2018 vince l'Europa League, il primo trofeo con i Colchoneros, e all'inizio dell'annata successiva vince anche la Supercoppa UEFA. Il 25 agosto 2018 gioca la 100ª partita con la maglia dell'Atlético, in occasione della vittoria casalinga contro il Rayo Vallecano. Il 22 luglio viene eletto, per il secondo anno consecutivo, calciatore ghanese dell'anno.
Chiude la sua esperienza con l'Atlético Madrid con 188 presenze e 16 reti in tutte le competizioni.

#### Arsenal
Il 5 ottobre 2020 passa all'Arsenal, che paga la cifra di 50 milioni di euro prevista dalla clausola rescissoria presente nel contratto con l'Atlético Madrid.

### Nazionale
Viene convocato per la prima volta dalla nazionale ghanese, dove debutta il 5 giugno 2016, alla soglia dei 23 anni, nella partita valida alla qualificazione alla Coppa Africa 2017 contro Mauritius. Il 5 settembre 2017 mette a segno una tripletta contro la Rep. del Congo nella gara valida per le qualificazioni al campionato mondiale di calcio 2018. Nel 2017 prende parte con la sua nazionale alla Coppa d'Africa. Due anni dopo è di nuovo tra i convocati per la manifestazione continentale.

## Statistiche

### Presenze e reti nei club
Statistiche aggiornate al 25 maggio 2025.
| Stagione               | Squadra                | Campionato             | Campionato | Campionato | Coppe nazionali | Coppe nazionali | Coppe nazionali | Coppe continentali | Coppe continentali | Coppe continentali | Altre coppe | Altre coppe | Altre coppe | Totale | Totale |
| Stagione               | Squadra                | Comp                   | Pres       | Reti       | Comp            | Pres            | Reti            | Comp               | Pres               | Reti               | Comp        | Pres        | Reti        | Pres   | Reti   |
| ---------------------- | ---------------------- | ---------------------- | ---------- | ---------- | --------------- | --------------- | --------------- | ------------------ | ------------------ | ------------------ | ----------- | ----------- | ----------- | ------ | ------ |
| 2012-2013              | Atlético Madrid B      | SB                     | 33         | 4          | -               | -               | -               | -                  | -                  | -                  | -           | -           | -           | 33     | 4      |
| 2013-2014              | Maiorca                | SD                     | 37         | 5          | CR              | 1               | 0               | -                  | -                  | -                  | -           | -           | -           | 38     | 5      |
| 2014-2015              | Almería                | PD                     | 31         | 4          | CR              | 1               | 0               |                    | -                  | -                  |             | -           | -           | 32     | 4      |
| 2015-2016              | Atlético Madrid        | PD                     | 13         | 2          | CR              | 5               | 1               | UCL                | 5                  | 0                  | -           | -           | -           | 23     | 3      |
| 2016-2017              | Atlético Madrid        | PD                     | 16         | 1          | CR              | 2               | 0               | UCL                | 6                  | 0                  | -           | -           | -           | 24     | 1      |
| 2017-2018              | Atlético Madrid        | PD                     | 33         | 3          | CR              | 3               | 1               | UCL + UEL          | 6+8                | 1+0                | -           | -           | -           | 50     | 5      |
| 2018-2019              | Atlético Madrid        | PD                     | 32         | 3          | CR              | 3               | 0               | UCL                | 6                  | 0                  | SU          | 1           | 0           | 42     | 3      |
| 2019-2020              | Atlético Madrid        | PD                     | 35         | 3          | CR              | 1               | 0               | UCL                | 8                  | 1                  | SS          | 2           | 0           | 46     | 4      |
| set. 2020              | Atlético Madrid        | PD                     | 3          | 0          | CR              | 0               | 0               | UCL                | 0                  | 0                  | -           | -           | -           | 3      | 0      |
| Totale Atlético Madrid | Totale Atlético Madrid | Totale Atlético Madrid | 132        | 12         |                 | 14              | 2               |                    | 39                 | 2                  |             | 3           | 0           | 188    | 16     |
| 2020-2021              | Arsenal                | PL                     | 24         | 0          | FACup+CdL       | 1+0             | 0+0             | UEL                | 8                  | 0                  | CS          | 0           | 0           | 36     | 0      |
| 2021-2022              | Arsenal                | PL                     | 24         | 2          | FACup+CdL       | 0+2             | 0+0             | -                  | -                  | -                  | -           | -           | -           | 26     | 2      |
| 2022-2023              | Arsenal                | PL                     | 33         | 3          | FACup+CdL       | 1+0             | 0+0             | UEL                | 6                  | 0                  | -           | -           | -           | 40     | 3      |
| 2023-2024              | Arsenal                | PL                     | 14         | 0          | FACup+CdL       | 0               | 0               | UCL                | 1                  | 0                  | CS          | 1           | 0           | 16     | 0      |
| 2024-2025              | Arsenal                | PL                     | 35         | 4          | FACup+CdL       | 1+4             | 0               | UCL                | 12                 | 0                  | -           | -           | -           | 52     | 4      |
| Totale Arsenal         | Totale Arsenal         | Totale Arsenal         | 130        | 9          |                 | 9               | 0               |                    | 27                 | 0                  |             | 1           | 0           | 167    | 9      |
| Totale carriera        | Totale carriera        | Totale carriera        | 363        | 34         |                 | 25              | 2               |                    | 66                 | 2                  |             | 4           | 0           | 458    | 38     |

### Cronologia presenze e reti in nazionale
| Cronologia completa delle presenze e delle reti in nazionale ― Ghana | Cronologia completa delle presenze e delle reti in nazionale ― Ghana | Cronologia completa delle presenze e delle reti in nazionale ― Ghana | Cronologia completa delle presenze e delle reti in nazionale ― Ghana | Cronologia completa delle presenze e delle reti in nazionale ― Ghana | Cronologia completa delle presenze e delle reti in nazionale ― Ghana | Cronologia completa delle presenze e delle reti in nazionale ― Ghana | Cronologia completa delle presenze e delle reti in nazionale ― Ghana |
| Data                                                                 | Città                                                                | In casa                                                              | Risultato                                                            | Ospiti                                                               | Competizione                                                         | Reti                                                                 | Note                                                                 |
| -------------------------------------------------------------------- | -------------------------------------------------------------------- | -------------------------------------------------------------------- | -------------------------------------------------------------------- | -------------------------------------------------------------------- | -------------------------------------------------------------------- | -------------------------------------------------------------------- | -------------------------------------------------------------------- |
| 5-6-2016                                                             | Belle Vue Maurel                                                     | Mauritius                                                            | 0 – 2                                                                | Ghana                                                                | Qual. Coppa d'Africa 2017                                            | -                                                                    | 80’                                                                  |
| 3-9-2016                                                             | Accra                                                                | Ghana                                                                | 1 – 1                                                                | Ruanda                                                               | Qual. Coppa d'Africa 2017                                            | -                                                                    | 71’ 86’                                                              |
| 6-9-2016                                                             | Mosca                                                                | Russia                                                               | 1 – 0                                                                | Ghana                                                                | Amichevole                                                           | -                                                                    | 63’                                                                  |
| 11-10-2016                                                           | Durban                                                               | Sudafrica                                                            | 1 – 1                                                                | Ghana                                                                | Amichevole                                                           | -                                                                    |                                                                      |
| 13-11-2016                                                           | Borg El Arab                                                         | Egitto                                                               | 2 – 0                                                                | Ghana                                                                | Qual. Mondiali 2018                                                  | -                                                                    | 71’                                                                  |
| 17-1-2017                                                            | Port-Gentil                                                          | Ghana                                                                | 1 – 0                                                                | Uganda                                                               | Coppa d'Africa 2017 - 1º turno                                       | -                                                                    |                                                                      |
| 21-1-2017                                                            | Port-Gentil                                                          | Ghana                                                                | 1 – 0                                                                | Mali                                                                 | Coppa d'Africa 2017 - 1º turno                                       | -                                                                    |                                                                      |
| 29-1-2017                                                            | Oyem                                                                 | RD del Congo                                                         | 1 – 2                                                                | Ghana                                                                | Coppa d'Africa 2017 - Quarti di finale                               | -                                                                    |                                                                      |
| 2-2-2017                                                             | Franceville                                                          | Camerun                                                              | 2 – 0                                                                | Ghana                                                                | Coppa d'Africa 2017 - Semifinale                                     | -                                                                    | 86’                                                                  |
| 4-2-2017                                                             | Port-Gentil                                                          | Burkina Faso                                                         | 1 – 0                                                                | Ghana                                                                | Coppa d'Africa 2017 - Finale 3º posto                                | -                                                                    |                                                                      |
| 11-6-2017                                                            | Kumasi                                                               | Ghana                                                                | 5 – 0                                                                | Etiopia                                                              | Qual. Coppa d'Africa 2019                                            | -                                                                    | 72’                                                                  |
| 1-9-2017                                                             | Kumasi                                                               | Ghana                                                                | 1 – 1                                                                | Rep. del Congo                                                       | Qual. Mondiali 2018                                                  | 1                                                                    |                                                                      |
| 5-9-2017                                                             | Brazzaville                                                          | Rep. del Congo                                                       | 1 – 5                                                                | Ghana                                                                | Qual. Mondiali 2018                                                  | 3                                                                    | 70’ 77’                                                              |
| 7-10-2017                                                            | Kampala                                                              | Uganda                                                               | 0 – 0                                                                | Ghana                                                                | Qual. Mondiali 2018                                                  | -                                                                    | 59’                                                                  |
| 10-10-2017                                                           | Jeddah                                                               | Arabia Saudita                                                       | 0 – 3                                                                | Ghana                                                                | Amichevole                                                           | 1                                                                    |                                                                      |
| 30-5-2018                                                            | Yokohama                                                             | Giappone                                                             | 0 – 2                                                                | Ghana                                                                | Amichevole                                                           | 1                                                                    |                                                                      |
| 7-6-2018                                                             | Reykjavík                                                            | Islanda                                                              | 2 – 2                                                                | Ghana                                                                | Amichevole                                                           | 1                                                                    |                                                                      |
| 8-9-2018                                                             | Nairobi                                                              | Kenya                                                                | 1 – 0                                                                | Ghana                                                                | Qual. Coppa d'Africa 2019                                            | -                                                                    |                                                                      |
| 18-11-2018                                                           | Addis Abeba                                                          | Etiopia                                                              | 0 – 2                                                                | Ghana                                                                | Qual. Coppa d'Africa 2019                                            | -                                                                    | 59’                                                                  |
| 23-3-2019                                                            | Accra                                                                | Ghana                                                                | 1 – 0                                                                | Kenya                                                                | Qual. Coppa d'Africa 2019                                            | -                                                                    |                                                                      |
| 26-3-2019                                                            | Accra                                                                | Ghana                                                                | 3 – 1                                                                | Mauritania                                                           | Amichevole                                                           | 1                                                                    |                                                                      |
| 15-6-2019                                                            | Dubai                                                                | Ghana                                                                | 0 – 0                                                                | Sudafrica                                                            | Amichevole                                                           | -                                                                    | 64’                                                                  |
| 25-6-2019                                                            | Ismailia                                                             | Ghana                                                                | 2 – 2                                                                | Benin                                                                | Coppa d'Africa 2019 - 1º turno                                       | -                                                                    |                                                                      |
| 29-6-2019                                                            | Ismailia                                                             | Camerun                                                              | 0 – 0                                                                | Ghana                                                                | Coppa d'Africa 2019 - 1º turno                                       | -                                                                    |                                                                      |
| 2-7-2019                                                             | Suez                                                                 | Guinea-Bissau                                                        | 0 – 2                                                                | Ghana                                                                | Coppa d'Africa 2019 - 1º turno                                       | 1                                                                    | 83’                                                                  |
| 8-7-2019                                                             | Ismailia                                                             | Ghana                                                                | 1 – 1 dts (4 – 5 dtr)                                                | Tunisia                                                              | Coppa d'Africa 2019 - Ottavi di finale                               | -                                                                    |                                                                      |
| 14-11-2019                                                           | Cape Coast                                                           | Ghana                                                                | 2 – 0                                                                | Sudafrica                                                            | Qual. Coppa d'Africa 2021                                            | 1                                                                    |                                                                      |
| 18-11-2019                                                           | São Tomé                                                             | São Tomé e Príncipe                                                  | 0 – 1                                                                | Ghana                                                                | Qual. Coppa d'Africa 2021                                            | -                                                                    |                                                                      |
| 9-10-2020                                                            | Antalya                                                              | Mali                                                                 | 3 – 0                                                                | Ghana                                                                | Amichevole                                                           | -                                                                    |                                                                      |
| 12-10-2020                                                           | Aksu                                                                 | Qatar                                                                | 1 – 5                                                                | Ghana                                                                | Amichevole                                                           | -                                                                    |                                                                      |
| 28-3-2021                                                            | Kumasi                                                               | Ghana                                                                | 3 – 1                                                                | São Tomé e Príncipe                                                  | Qual. Coppa d'Africa 2021                                            | -                                                                    |                                                                      |
| 11-6-2021                                                            | Cape Coast                                                           | Ghana                                                                | 0 – 0                                                                | Costa d'Avorio                                                       | Amichevole                                                           | -                                                                    |                                                                      |
| 9-10-2021                                                            | Cape Coast                                                           | Ghana                                                                | 3 – 1                                                                | Zimbabwe                                                             | Qual. Mondiali 2022                                                  | 1                                                                    |                                                                      |
| 12-10-2021                                                           | Harare                                                               | Zimbabwe                                                             | 0 – 1                                                                | Ghana                                                                | Qual. Mondiali 2022                                                  | 1                                                                    |                                                                      |
| 5-1-2022                                                             | Ar Rayyan                                                            | Algeria                                                              | 3 – 0                                                                | Ghana                                                                | Amichevole                                                           | -                                                                    | cap.                                                                 |
| 10-1-2022                                                            | Yaoundé                                                              | Marocco                                                              | 1 – 0                                                                | Ghana                                                                | Coppa d'Africa 2021 - 1º turno                                       | -                                                                    | 90+1’                                                                |
| 14-1-2022                                                            | Yaoundé                                                              | Gabon                                                                | 1 – 1                                                                | Ghana                                                                | Coppa d'Africa 2021 - 1º turno                                       | -                                                                    | 36’                                                                  |
| 18-1-2022                                                            | Garoua                                                               | Ghana                                                                | 2 – 3                                                                | Comore                                                               | Coppa d'Africa 2021 - 1º turno                                       | -                                                                    |                                                                      |
| 25-3-2022                                                            | Kumasi                                                               | Ghana                                                                | 0 – 0                                                                | Nigeria                                                              | Qual. Mondiali 2022                                                  | -                                                                    | cap.                                                                 |
| 29-3-2022                                                            | Abuja                                                                | Nigeria                                                              | 1 – 1                                                                | Ghana                                                                | Qual. Mondiali 2022                                                  | 1                                                                    | cap. 84’                                                             |
| 24-11-2022                                                           | Doha                                                                 | Portogallo                                                           | 3 – 2                                                                | Ghana                                                                | Mondiali 2022 - 1º turno                                             | -                                                                    |                                                                      |
| 28-11-2022                                                           | Al Rayyan                                                            | Corea del Sud                                                        | 2 – 3                                                                | Ghana                                                                | Mondiali 2022 - 1º turno                                             | -                                                                    |                                                                      |
| 2-12-2022                                                            | Al Wakrah                                                            | Ghana                                                                | 0 – 2                                                                | Uruguay                                                              | Mondiali 2022 - 1º turno                                             | -                                                                    |                                                                      |
| 23-3-2023                                                            | Kumasi                                                               | Ghana                                                                | 1 – 0                                                                | Angola                                                               | Qual. Coppa d'Africa 2023                                            | -                                                                    | cap.                                                                 |
| 18-6-2023                                                            | Antananarivo                                                         | Madagascar                                                           | 0 – 0                                                                | Ghana                                                                | Qual. Coppa d'Africa 2023                                            | -                                                                    | 81’                                                                  |
| 14-10-2023                                                           | Charlotte                                                            | Messico                                                              | 2 – 0                                                                | Ghana                                                                | Amichevole                                                           | -                                                                    | cap. 18’ 46’                                                         |
| 17-10-2023                                                           | Nashville                                                            | Stati Uniti                                                          | 4 – 0                                                                | Ghana                                                                | Amichevole                                                           | -                                                                    | cap. 35’ 64’                                                         |
| 6-6-2024                                                             | Bamako                                                               | Mali                                                                 | 1 – 2                                                                | Ghana                                                                | Qual. Mondiali 2026                                                  | -                                                                    | cap.                                                                 |
| 10-6-2024                                                            | Kumasi                                                               | Ghana                                                                | 4 – 3                                                                | Rep. Centrafricana                                                   | Qual. Mondiali 2026                                                  | -                                                                    | cap.                                                                 |
| 5-9-2024                                                             | Kumasi                                                               | Ghana                                                                | 0 – 1                                                                | Angola                                                               | Qual. Coppa d'Africa 2025                                            | -                                                                    | cap.                                                                 |
| 9-9-2024                                                             | Berkane                                                              | Niger                                                                | 1 – 1                                                                | Ghana                                                                | Qual. Coppa d'Africa 2025                                            | -                                                                    | cap.                                                                 |
| 21-3-2025                                                            | Accra                                                                | Ghana                                                                | 5 – 0                                                                | Ciad                                                                 | Qual. Mondiali 2026                                                  | -                                                                    | 83’                                                                  |
| 24-3-2025                                                            | Al Hoceima                                                           | Madagascar                                                           | 0 – 3                                                                | Ghana                                                                | Qual. Mondiali 2026                                                  | 2                                                                    |                                                                      |
| Totale                                                               |                                                                      | Presenze                                                             | 53                                                                   |                                                                      | Reti                                                                 | 15                                                                   |                                                                      |

## Palmarès

### Club

#### Competizioni internazionali
- UEFA Europa League: 1

Atlético Madrid: 2017-2018
- Supercoppa UEFA: 1

Atlético Madrid: 2018

#### Competizioni nazionali
- Community Shield: 1

Arsenal: 2023

### Individuale
- Calciatore ghanese dell'anno: 2

2018, 2023